# Heinrich Müller (Maler, 1885)
Heinrich Müller (Müller-Basel; auch Haiggi genannt; * 29. Juni 1885 in Basel; † 19. Dezember 1960 ebenda) war ein Schweizer Maler, Grafiker, Kunstpädagoge und Denkmalpfleger.

## Leben und Werk
Heinrich Müller wuchs in Kleinbasel auf und war seit seiner Kindheit mit Paul Basilius Barth befreundet. Nach einem abgebrochenen Jurastudium besuchte er für drei Jahre die Debschitz-Schule sowie die Akademie der Bildenden Künste München, wo er von Heinrich Knirr unterrichtet wurde.
Im Winter 1909/1910 hielt sich Müller in Paris auf. In dieser Zeit hatte er Kontakt zu Jean Jacques Lüscher, Numa Donzé, Otto Roos, Charles Bernoulli, Ernesto Schiess, Karl Theophil Dick, August Simonius, Andreas Speiser und Edgar His. Im Winter 1910/1911 unternahm er zusammen mit Emil Waldmann und seiner Frau eine Reise nach Griechenland und schuf zahlreiche Landschaftsbilder. Weitere Studienreisen führten ihn nach Tunis, Mallorca, Südfrankreich und Italien. 1913 hielt er sich mehrere Monate in Berlin auf, kam in Kontakt mit den frühen Expressionisten und schuf unter diesem Einfluss Holzschnitte. Solche Arbeiten Müllers galten dann den deutschen Nazis als „entartet“. 1937 wurden aus der Kunsthalle Bremen in der Nazi-Aktion „Entartete Kunst“ die Holzschnitte, Der Schlummer, Scherzo, Drei Figuren, Die Flöte, Der Kuss und Zwei Figuren beschlagnahmt und vernichtet.
Wie viele seiner Basler Künstlerkollegen arbeitete er für das Larvenatelier Tschudin. Müller war Mitglied der Basler Sektion der Gesellschaft Schweizerischer Maler und Bildhauer (GSAMBA) und Mitglied in der Kommission des Basler Kunstvereins. Später war er in der Kunst- und Bau-Kommission des Kunstmuseums Basel tätig. Gegen Ende der 1930er-Jahre begann sich Müller für die Gestaltung des Basler Stadtbildes zu interessieren und wurde Mitarbeiter der kantonalen Denkmalpflege. Als solcher war er für die Restaurierung zahlreicher Bauten der Stadt zuständig. 
1940 wurde Müller Hauptlehrer der Malklassen an der Gewerbeschule Basel als Nachfolger von Arnold Fiechter. Von ihm lernte Thomas Keller und andere Basler Künstler die Laternen-Maltechnik, das Modellieren von Fasnachtslarven und die Herstellung von Dekorationsbauten. Zudem vermittelte er ihnen Aufträge für die Fasnacht. Müller gehörte zum engsten Kreis der geistigen Urheber des Basler Kunstkredits. Zudem war er Mitglied der losen Basler Künstlergruppe der dunkeltonigen Maler. Dieser gehörten auch Paul Basilius Barth, Jean Jacques Lüscher, Numa Donzé, Otto Roos, Otto Klein und Karl Theophil Dick an.
Heiggi Müller war ein Vertreter der gegenständlichen Malerei. Er malte vor allem Bildnisse, Landschaften und Stillleben. Niklaus Stoecklin war ein Neffe von Heinrich Müller.